# Macierz transmitancji
Macierz transmitancji (operatorowych), macierz transmitancyjna – termin stosowany w teorii sterowania na określenie macierzy, która wiąże wejście z wyjściem w przypadku układów o wielu wejściach i wyjściach. Macierz transmitancji stanowi zatem rozszerzenie koncepcji transmitancji operatorowej na układy o wielu wejściach i wyjściach.
Jeśli {\displaystyle \mathbf {Y} (s)} jest wektorem wyjść, a {\displaystyle \mathbf {U} (s)} wektorem wejść układu o wielu wejściach i wyjściach, to wielkości te wiąże macierz transmitancji {\displaystyle \mathbf {G} (s),} co można zapisać:
{\displaystyle \mathbf {Y} (s)=\mathbf {G} (s)\mathbf {U} (s).}
Jeśli wektor wejść jest wektorem o wymiarze {\displaystyle r,} a wektor wyjść jest wektorem o wymiarze {\displaystyle m,} wówczas macierz transmitancji ma wymiar {\displaystyle m} x {\displaystyle r,} co można zapisać:
{\displaystyle {\begin{bmatrix}y_{1}\\y_{2}\\...\\y_{m}\end{bmatrix}}={\begin{bmatrix}G_{11}(s)&G_{12}(s)&...&G_{1r}(s)\\G_{21}(s)&G_{22}(s)&...&G_{2r}(s)\\...&...&...&...\\G_{m1}(s)&G_{m2}(s)&...&G_{mr}(s)\end{bmatrix}}{\begin{bmatrix}u_{1}\\u_{2}\\...\\u_{r}\end{bmatrix}}}
W przypadku układu z jednym wejściem i wyjściem otrzymuje się związek transmitancji z równaniami stanu:
{\displaystyle G(s)=\mathbf {C} (sI-\mathbf {A} )^{-1}\mathbf {B} +D.}
Podobnie w przypadku układu o wielu wejściach i wyjściach można wyprowadzić związek macierzy transmitancji z równaniami stanu:
{\displaystyle \mathbf {G} (s)=\mathbf {C} (s\mathbf {I} -\mathbf {A} )^{-1}\mathbf {B} +\mathbf {D} .}
Wytłuszczenia symboli we wzorach wskazują, że chodzi o wektory (macierze), a nie o wartości skalarne.